# ¡همیشه قهرمان! (آلبوم چندآهنگه)
¡همیشه قهرمان! نخستین آلبوم از پروژه ¡آل-تایم کوارتربک! است. تمام قطعه‌های این آلبوم در آلبوم همیشه قهرمان در سال ۲۰۰۲ گنجانده شد.